# Jádson
Pour les articles homonymes, voir Rodrigues (homonymie) et Silva.
Michael Jádson Rodrigues da Silva est un footballeur international brésilien né le 5 octobre 1983 à Londrina évoluant au poste de milieu offensif ou d'ailier. Il est actuellement libre de tout contrat.

## Biographie
Formé à l'Atletico Paranaense, le jeune milieu de terrain offensif s'affirme de plus en plus. Petit et vif, il possède un gros bagage technique mais il présente un gros déficit au niveau de l'impact physique. C'est peut-être ce qui lui a valu de signer en Ukraine en janvier 2005, où la vitesse n’est pas prépondérante, en quittant le Brésil où il restait sur une saison à 15 buts. Le transfert est évalué à cinq millions d'euros.
Ses bonnes performances lui permettent d'avoir sa première sélection nationale face à la France le 9 février 2011 (défaite 1-0, but de Karim Benzema), où il entre à la 58e minute en remplacement de Renato Augusto. 
En janvier 2012, il quitte l'Ukraine pour retourner au pays. Il signe pour un transfert évalué à 3,8 M€ à Sao Paulo FC.
En janvier 2014, il signe en faveur du SC Corinthians.

## Statistiques

### Buts internationaux
| 0   | Date           | Lieu                                             | Compétition                          | Résultat | Adversaire | Détail | Détail        | Détail | Sél. |
| --- | -------------- | ------------------------------------------------ | ------------------------------------ | -------- | ---------- | ------ | ------------- | ------ | ---- |
| 1re | 9 juillet 2011 | Estadio Mario Alberto Kempes, Córdoba, Argentine | Premier tour de la Copa América 2011 | N 2-2    | Paraguay   | 39e    | du pied droit | 1-0    | 4e   |

## Palmarès

### En club
- Championnat du Brésil :
  - Champion : 2015 (SC Corinthians)
  - Vice-champion : 2004 (Clube Atlético Paranaense)

- Championnat d'Ukraine :
  - Champion : 2005, 2006, 2008, 2010 et 2011 (Chakhtior Donetsk)

- Coupe d'Ukraine :
  - Vainqueur : 2008 et 2011 (Chakhtior Donetsk)

- Supercoupe d'Ukraine :
  - Vainqueur : 2005, 2008 et 2010 (Chakhtior Donetsk)

- Coupe UEFA :
  - Vainqueur : 2009 (Chakhtior Donetsk)

### En sélection
- Vainqueur de la Coupe des Confédérations 2013 ( Brésil)